# Il sangue e la rosa (film)
Il sangue e la rosa (Et mourir de plaisir) è un film del 1960 diretto da Roger Vadim, basato sul racconto gotico Carmilla di Sheridan Le Fanu.

## Trama
La giovane Carmilla è ossessionata dalla tomba di una vampira sua antenata, a cui assomiglia moltissimo. Il vampiro si impossessa di lei e la spinge ad uccidere gli abitanti della villa.